# Boulevard Brien
Le boulevard Brien est un boulevard de Repentigny, au Québec (Canada). C'est la rue centrale de la ville. 
Il débute sur le boulevard Lacombe et finit sur la rue Notre-Dame. Les Galeries Rive-Nord sont sur le boulevard. Près de l'artère, il y a de nombreux magasins et restaurants.   